# Ceropegia beddomei
Ceropegia beddomei ist eine Pflanzenart aus der Unterfamilie der Seidenpflanzengewächse (Asclepiadoideae). 

## Merkmale

### Vegetative Merkmale
Ceropegia beddomei ist eine ausdauernde, krautige Pflanze. Die aufrechten, wachsenden Sprossachsen sind spärlich behaart. Die Laubblätter sind in Blattstiel und Blattspreite gegliedert. Die Blattspreite ist linealisch bis schmal lanzettlich und läuft am äußeren Ende spitz aus. 

### Blütenstand und Blüte
Der steife Blütenstandsschaft ist bis zu 3,5 cm lang und behaart. Der zymöse Blütenstand enthält wenige Blüten. Die zwittrigen Blüten sind zygomorph und fünfzählig mit einer doppelten Blütenhülle. Die fünf Kelchblätter sind fadenförmig. Die Blütenkrone ist mit bis zu 7,8 cm vergleichsweise groß.  Im unteren Teil sind die fünf Kronblätter zu einer außen kahlen, tief purpurfarbenen Kronröhre (Sympetalie) verwachsen. Die bis zu 3,5 cm lange Kronröhre ist im unteren Bereich zu einem Kronkessel aufgebläht und erweitert sich zur behaarten Blütenmündung hin trichterförmig. Innen ist die Kronröhre bis auf die Behaarung der Trichtermündung kahl. Die länglich-dreieckige Kronblattzipfel sind 4,3 cm lang und mit den Enden verwachsen; sie bilden somit eine käfigartige Struktur. Sie sind innen entlang der Längsachse und an den Rändern behaart. Die Nebenkrone ist basal flach schalenförmig verwachsen. Die Zipfel der interstaminalen, äußeren Nebenkrone sind kurz, mittig eingeschnitten und zu zwei dreieckigen behaarten Fortsätzen umgebildet. Die Zipfel der staminalen, inneren Nebenkrone sind zungenförmig und stehen aufrecht; die Ende divergieren leicht nach außen. Als Blütezeit geben Ansari (1984) und Jagtap et al. (1999) den Monat November an.

### Frucht und Samen
Bisher liegen keine Angaben zu Früchten und Samen vor.

## Vorkommen und Gefährdung
Ceropegia beddomei wurde bisher nur an mehreren Standorten im südindischen Bundesstaat Kerala (Thiruvananthapuram, früher Trivandrum, Ponmudi, Idukki, Travancore, Peermade) gefunden. Sie gedeiht dort auf Höhenlagen von 750 bis 1000 Meter.
Ceropegia beddomei gilt als „Endangered“ = „stark gefährdet“.

## Taxonomie
Die Erstbeschreibung von Ceropegia beddomei erfolgte 1885 durch Joseph Dalton Hooker im 4. Band seiner Flora of British India. Synonyme sind keine bekannt.

## Belege